# Appaleptoneta barrowsi
Appaleptoneta barrowsi là một loài nhện trong họ Leptonetidae.
Loài này thuộc chi Appaleptoneta. Appaleptoneta barrowsi được Willis J. Gertsch miêu tả năm 1974.